# Улица Свару
Улица Сва́ру (латыш. Svaru iela, историческое русское название Важенная улица) — короткая (70 метров) улица в Риге, в историческом районе Старый город. Ведёт от улицы Кунгу к площади Латышских Стрелков. Проходит сзади Дома Черноголовых к зданию Музея оккупации Латвии, параллельно улице Грециниеку.

## История
Известна с 1810 года (первоначально как латыш. Lielā Svaru iela). На русском языке указывалась как Большая Важенная. Доходила до Малой Грешной улицы (ныне не существует).
С 1924 года носит название Свару.

## Достопримечательности
- Одну сторону улицы занимает здание Дома Черноголовых.